# Fitnat Zübeyde Hanım
Ne doit pas être confondu avec Zübeyde Hanım ou Trabzonlu Fitnat Hanım.
 Fitnat Hanım est une poétesse ottomane. Elle est connue à travers son diwan, un recueil de poèmes traduit et publié au XIXe siècle en Occident[Où ?]. Elle est l’une des rares femmes artistes de cette époque ottomane.

## Biographie
Zübeyde Hanım est issue d’une grande famille de dignitaires religieux (Cheikh al-Islam) qui faisait partie de l‘élite intellectuelle ottomane, sous Mahmoud Ier. Sa famille était originaire de Shumen en Bulgarie. Sa famille, versée dans les arts et formée de plusieurs générations de poètes, lui permit l’accès à une éducation approfondie et d’exercer son activité dans les cercles intellectuels ottomans dont celui du grand vizir, Koca Ragıp Pasha. Elle prit le nom de plume Fitnat Hanim.

## Postérité
Le diwan de Fitnat Hanım fut traduit et publié en Occident au (XIXe siècle).
Sa tombe se trouve dans le jardin derrière la tombe de Eyüp Sultan.